# Душко Костовски
Душко Костовски (на македонска литературна норма: Душко Костовски) е актьор и режисьор от Социалистическа република Македония.

## Биография
Роден е на 28 май 1939 година в град Дебър. Учи в Скопие. Докато учи е член на Драматичната секция на Културно-артистичното дружество „Кочо Рацин“. В периода 1963 - 1970 година е актьор в Народния театър „Антон Попов“ в Струмица. Между 1970 и 1995 година работи в отдела за драма на Македонския народен театър. Награждаван е с наградите на град Скопие „13 ноември“ (1985), „11 октомври“ (1986). На Театралните игри „Войдан Чернодрински“ в Прилеп в 1968 г. получава едноименната награда за актьорско изпълнение. В 1986 година на Филмовия фестивал в Пула получава „Златната арена“ за най-добра второстепенна ммъжка роля. Умира на 21 януари 1995 година в Скопие.

## Филмография
- „Човекът в черно“ (1970), актьор
- „Яд“ (1975), второстепенна роля
- „Време, води“ (1980), главна роля
- „Честита нова '49“ (1987), главна роля
- „Хай Фай“ (1987), второстепенна роля
- „Ангели на боклука“ (1995), второстепенна роля
- „Време, живот“ (1999), главна роля